# Tinca Gobba Dorata del Pianalto di Poirino
La tinca gobba dorata del Pianalto di Poirino è una tipologia di tinca a Denominazione di origine protetta. Le tinche devono essere nate e cresciute nelle peschiere (un particolare tipo di stagno) presenti sul Pianalto, l'altopiano che si trova nei pressi di Poirino, nella città metropolitana di Torino.

## Zona di produzione
Il Pianalto di Poirino è una ampia zona rilevata rispetto ad aree contigue della Pianura Padana e comprende 24 comuni. È caratterizzato da terreni argillosi ed è punteggiato da numerosi laghetti di origine naturale. In questi specchi d'acqua, detti peschiere, viene tradizionalmente allevata una particolare varietà di tinca detta Tinca Gobba Dorata, che trova nelle acque relativamente calde e ricche di piccoli organismi acquatici di questi stagni le condizioni ideali per la propria crescita.

## Storia
Alcuni studi affermano che nell'attuale zona di produzione la tinca sia comparsa fin dal Pleistocene medio. L'allevamento delle tinche è storicamente attestato a partire dal XIII secolo: un documento dell'epoca cita infatti la consegna di determinati quantitativi di tinche tra le tasse in natura che dovevano versare gli abitanti di Ceresole d'Alba. Fino ai primi anni Ottanta del XX secolo esistevano sul Pianalto vari pescatori professionisti; in seguito questa forma di itticoltura si è trasformata in una fonte di reddito accessorio alle altre attività delle aziende agricole della zona.

## Caratteristiche
Rispetto alle altre varietà di Tinca tinca, la cui livrea ha un colore tendenzialmente giallo-verdastro, la Gobba Dorata di Poirino si caratterizza per la colorazione esterna gialla tendente al rossiccio. Questa varietà cromatica dipende probabilmente dal tipo di terreni presenti nella zona di produzione. L'altra caratteristica distintiva, dalla quale la varietà prende il nome, è la cosiddetta gobba, ovvero una protuberanza che si può osservare in corrispondenza delle vertebre cervicali. A livello organolettico è particolarmente apprezzata la carne magra e compatta del pesce e la presenza di relativamente poche spine.

## Utilizzi

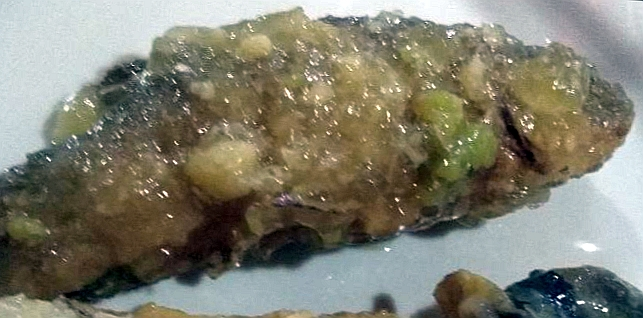
Una tinca in carpione

Le tinche gobbe possono essere consumate in vari modi. Tipica della cucina locale è la tinca in carpione, che in genere viene servita come antipasto. Molto apprezzata è anche la frittura; le carni del pesce possono poi anche essere utilizzate per condire il risotto.

## Riconoscimenti
Oltre che come prodotto a Denominazione di origine protetta la Tinca Gobba Dorata del Pianalto di Poirino è stata riconosciuta come Prodotto del paniere dalla Città metropolitana di Torino e come Presidio Slow Food.